# Canton de Longvic
Le canton de Longvic est une circonscription électorale française du département de la Côte-d'Or créée par le décret du 18 février 2014 et entrée en vigueur lors des élections départementales de 2015.

## Histoire
Un nouveau découpage territorial de la Côte-d'Or entre en vigueur à l'occasion des élections départementales de mars 2015, défini par le décret du 18 février 2014, en application des lois du 17 mai 2013 (loi organique 2013-402 et loi 2013-403). Les conseillers départementaux sont, à compter de ces élections, élus au scrutin majoritaire binominal mixte. Les électeurs de chaque canton élisent au Conseil départemental, nouvelle appellation du Conseil général, deux membres de sexe différent, qui se présentent en binôme de candidats. Les conseillers départementaux sont élus pour 6 ans au scrutin binominal majoritaire à deux tours, l'accès au second tour nécessitant 12,5 % des inscrits au 1er tour. En outre la totalité des conseillers départementaux est renouvelée. Ce nouveau mode de scrutin nécessite un redécoupage des cantons dont le nombre est divisé par deux avec arrondi à l'unité impaire supérieure si ce nombre n'est pas entier impair, assorti de conditions de seuils minimaux. Dans la Côte-d'Or, le nombre de cantons passe ainsi de 43 à 23. Le canton de Longvic est formé de communes des anciens cantons de Genlis, de Gevrey-Chambertin, de Auxonne et de Chenôve.

## Représentation
| Période élective | Période élective | Mandat | Mandat   | Identité          | Nuance | Nuance | Qualité |
| ---------------- | ---------------- | ------ | -------- | ----------------- | ------ | ------ | --- |
| 2015             | 2021             | 2015   | 2021     | Christophe Lucand |        | PS     | Maître de conférence d’histoire à Science-Po Président de la Communauté de communes de Gevrey-Chambertin et Nuits-Saint-Georges conseiller municipal (maire depuis 2020) de Gevrey-Chambertin |
| 2015             | 2021             | 2015   | 2021     | Céline Tonot      |        | PS     | Salariée d’une entreprise de commerce 1re adjointe au maire de Longvic chargée du développement durable et du développement économique                                                        |
| 2021             | 2028             | 2021   | en cours | Christophe Lucand |        | PS     | Maître de conférence d’histoire à Science-Po Président de la Communauté de communes de Gevrey-Chambertin et Nuits-Saint-Georges Maire de Gevrey-Chambertin                                    |
| 2021             | 2028             | 2021   | en cours | Céline Tonot      |        | PS     | Salariée d’une entreprise de commerce Maire de Longvic |

### Résultats détaillés

#### Élections de mars 2015
À l'issue du 1er tour des élections départementales de 2015, trois binômes sont en ballottage : Christophe Lucand et Céline Tonot (Union de la Gauche, 33,16 %), Jean-Philippe Morel et Mary Quintallet (Union de la Droite, 29,94 %) et Véronique Julliard et David Treca (FN, 28,71 %). Le taux de participation est de 53,28 % (8 556 votants sur 16 058 inscrits) contre 53,86 % au niveau départemental et 50,17 % au niveau national.
Au second tour, Christophe Lucand et Céline Tonot (Union de la Gauche) sont élus avec 40,81 % des suffrages exprimés et un taux de participation de 54,86 % (3 452 voix pour 8 825 votants et 16 085 inscrits).

#### Élections de juin 2021
Le premier tour des élections départementales de 2021 est marqué par un très faible taux de participation (33,26 % au niveau national). Dans le canton de Longvic, ce taux de participation est de 35,98 % (5 811 votants sur 16 149 inscrits) contre 36,24 % au niveau départemental. À l'issue de ce premier tour, deux binômes sont en ballottage : Christophe Lucand et Céline Tonot (PS, 51,47 %) et Gilles Carre et Valérie Grandet (DVD, 26,63 %).
Le second tour des élections est marqué une nouvelle fois par une abstention massive équivalente au premier tour. Les taux de participation sont de 34,3 % au niveau national, 37,05 % dans le département et 38,2 % dans le canton de Longvic. Christophe Lucand et Céline Tonot (PS) sont élus avec 58,5 % des suffrages exprimés (3 344 voix pour 6 167 votants et 16 146 inscrits),,.

## Composition
Le canton de Longvic comprenait 27 communes entières à sa création.
À la suite de la création de la commune nouvelle Valforêt le 1er janvier 2019, le nombre de communes du canton descend à 26.
| Nom                             | Code Insee | Intercommunalité                                  | Superficie (km2) | Population (dernière pop. légale) | Densité (hab./km2) | Modifier                                    |
| ------------------------------- | ---------- | ------------------------------------------------- | ---------------- | --------------------------------- | ------------------ | ------------------------------------------- |
| Longvic (bureau centralisateur) | 21355      | Dijon Métropole                                   | 10,56            | 8 787 (2022)                      | 832                | modifier les données · modifier les données |
| Bévy                            | 21070      | CC de Gevrey-Chambertin et de Nuits-Saint-Georges | 5,26             | 135 (2022)                        | 26                 | modifier les données · modifier les données |
| Bretenière                      | 21106      | Dijon Métropole                                   | 6,03             | 935 (2022)                        | 155                | modifier les données · modifier les données |
| Brochon                         | 21110      | CC de Gevrey-Chambertin et de Nuits-Saint-Georges | 7,46             | 662 (2022)                        | 89                 | modifier les données · modifier les données |
| Chambœuf                        | 21132      | CC de Gevrey-Chambertin et de Nuits-Saint-Georges | 11,25            | 384 (2022)                        | 34                 | modifier les données · modifier les données |
| Chambolle-Musigny               | 21133      | CC de Gevrey-Chambertin et de Nuits-Saint-Georges | 7,57             | 268 (2022)                        | 35                 | modifier les données · modifier les données |
| Chevannes                       | 21169      | CC de Gevrey-Chambertin et de Nuits-Saint-Georges | 6,29             | 169 (2022)                        | 27                 | modifier les données · modifier les données |
| Collonges-lès-Bévy              | 21182      | CC de Gevrey-Chambertin et de Nuits-Saint-Georges | 5,39             | 99 (2022)                         | 18                 | modifier les données · modifier les données |
| Couchey                         | 21200      | CC de Gevrey-Chambertin et de Nuits-Saint-Georges | 12,70            | 1 108 (2022)                      | 87                 | modifier les données · modifier les données |
| Curley                          | 21217      | CC de Gevrey-Chambertin et de Nuits-Saint-Georges | 5,75             | 139 (2022)                        | 24                 | modifier les données · modifier les données |
| Curtil-Vergy                    | 21219      | CC de Gevrey-Chambertin et de Nuits-Saint-Georges | 2,70             | 156 (2022)                        | 58                 | modifier les données · modifier les données |
| Détain-et-Bruant                | 21228      | CC de Gevrey-Chambertin et de Nuits-Saint-Georges | 15,48            | 142 (2022)                        | 9,2                | modifier les données · modifier les données |
| L'Étang-Vergy                   | 21254      | CC de Gevrey-Chambertin et de Nuits-Saint-Georges | 2,65             | 203 (2022)                        | 77                 | modifier les données · modifier les données |
| Fénay                           | 21263      | Dijon Métropole                                   | 10,46            | 1 724 (2022)                      | 165                | modifier les données · modifier les données |
| Fixin                           | 21265      | CC de Gevrey-Chambertin et de Nuits-Saint-Georges | 10,12            | 717 (2022)                        | 71                 | modifier les données · modifier les données |
| Gevrey-Chambertin               | 21295      | CC de Gevrey-Chambertin et de Nuits-Saint-Georges | 24,77            | 2 983 (2022)                      | 120                | modifier les données · modifier les données |
| Messanges                       | 21407      | CC de Gevrey-Chambertin et de Nuits-Saint-Georges | 3,05             | 248 (2022)                        | 81                 | modifier les données · modifier les données |
| Morey-Saint-Denis               | 21442      | CC de Gevrey-Chambertin et de Nuits-Saint-Georges | 7,83             | 621 (2022)                        | 79                 | modifier les données · modifier les données |
| Ouges                           | 21473      | Dijon Métropole                                   | 12,10            | 1 505 (2022)                      | 124                | modifier les données · modifier les données |
| Perrigny-lès-Dijon              | 21481      | Dijon Métropole                                   | 6,71             | 2 321 (2022)                      | 346                | modifier les données · modifier les données |
| Reulle-Vergy                    | 21523      | CC de Gevrey-Chambertin et de Nuits-Saint-Georges | 6,13             | 163 (2022)                        | 27                 | modifier les données · modifier les données |
| Segrois                         | 21597      | CC de Gevrey-Chambertin et de Nuits-Saint-Georges | 2,29             | 57 (2022)                         | 25                 | modifier les données · modifier les données |
| Semezanges                      | 21601      | CC de Gevrey-Chambertin et de Nuits-Saint-Georges | 8,14             | 92 (2022)                         | 11                 | modifier les données · modifier les données |
| Ternant                         | 21625      | CC de Gevrey-Chambertin et de Nuits-Saint-Georges | 16,35            | 82 (2022)                         | 5,0                | modifier les données · modifier les données |
| Urcy                            | 21650      | CC de Gevrey-Chambertin et de Nuits-Saint-Georges | 7,93             | 145 (2022)                        | 18                 | modifier les données · modifier les données |
| Valforêt                        | 21178      | CC de Gevrey-Chambertin et de Nuits-Saint-Georges | 22,04            | 322 (2022)                        | 15                 | modifier les données · modifier les données |
| Canton de Longvic               | 2118       |                                                   | 237,01           | 24 167 (2022)                     | 102                | modifier les données                        |

## Démographie
En 2022, le canton comptait 24 167 habitants, en évolution de +2,2 % par rapport à 2016 (Côte-d'Or : +0,82 %, France hors Mayotte : +2,11 %).
| 2013   | 2018   | 2022   |
| ------ | ------ | ------ |
| 23 376 | 23 713 | 24 167 |